# 鳥居清信

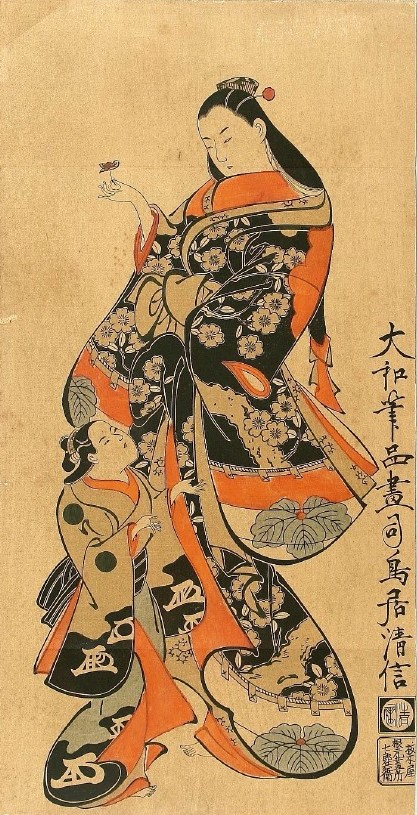
鳥居清信作品

鳥居清信（日语：／；1664年—1729年8月22日）是一名日本江户时代中期的浮世绘画家，鳥居派鼻祖。

## 生平
其父鳥居清元也是一名浮世绘画家，他是家中次子，出生于大阪，小时候叫庄兵衛，后来因此给自己取号鳥居庄兵衛、絵師鳥居庄兵衛、大和鳥居庄兵衛「清信」、和画工鳥居庄兵衛清信。他小时候跟随京都的吉田半兵衛学习浮世绘，青年时期受菱川師宣影响较大。元禄到享保年间，为了迎合当时社会风气，创立鳥居派，也绘制受懐月堂派画风影响的美人画。他的三子后来也成为了浮世绘画家，即二代目鸟居清信。